# Бердянський колоністський округ
47°15′00″ пн. ш. 35°20′00″ сх. д. / 47.25000° пн. ш. 35.33333° сх. д.
Бердянський колоністський округ включав в себе німецькі колонії на північний захід від Бердянська. Заснований у 1822 році. Входив до складу Бердянського повіту Таврійської губернії. Центром округу було село Нойґофнунґ. У 1871 році округ був ліквідований, і на його місці утворена Нейгофнунгська волость Бердянського повіту.
Територія Бердянського колоністського округу становила 8596 десятин (9391 км²). В окрузі було 123 двора і 28 безземельних сімейств (1857 рік). Працювали 4 олійниці, 10 млинів, 24 ткацьких верстатів, 4 церков і молитовних будинків, 4 школи (1857 рік).

## Села
До складу округу входили села:
| № | Назва          | Німецька назва  | Сучасна назва | Рік  |
| - | -------------- | --------------- | ------------- | ---- |
| 1 | Нойгофнунґ     | Neuhoffnung     | Осипенко      | 1822 |
| 2 | Нойгофунґсталь | Neuhoffnungstal | Долинське     | 1822 |
| 3 | Нойштутґтарт   | Neu-Stuttgart   | Підгірне      | 1825 |
| 4 | Розенфельд     | Rosenfeld       | Оленівка      | 1822 |

## Населення
| № | Кількість | Рік  |
| - | --------- | ---- |
| 1 | 965       | 1834 |
| 2 | 1302      | 1841 |
| 3 | 1566      | 1859 |
| 4 | 1930      | 1864 |